# Fechinger Talbrücke
Die Fechinger Talbrücke ist eine 410 Meter lange Talbrücke der Bundesautobahn 6 im Saarbrücker Stadtteil Brebach-Fechingen und überspannt den Saarbach. Sie wurde von dem Unternehmen B. Seibert GmbH aus Saarbrücken entworfen und montiert. Die Fertigstellung erfolgte im April 1963. Die Brücke umfasst sechs Spannfelder, vier von je 72 Meter und zwei von je 56 Meter Länge. Die Fahrbahnbreite beträgt 25 Meter. Die Brücke steht unter Denkmalschutz.

## Vollsperrung ab März 2016
Die Fechinger Talbrücke wurde am 24. März 2016 durch den Landesbetrieb für Straßenbau (LfS) gesperrt. Begründet wurde die Vollsperrung mit bauartbedingten, massiven statischen Defiziten, die im Rahmen der vorherigen turnusmäßigen Brückenprüfungen nicht feststellbar waren. Die Tragfähigkeit sei unter Verkehrsbelastung überschritten. Die materialsparende Bauweise berge die Gefahr, dass die Pfeiler plötzlich versagen könnten. Die Sperrung der vielbefahrenen Autobahnbrücke führte zu einer Verkehrsbehinderung.
Am 16. Mai 2016 wurde die Brücke für Fahrzeuge bis 3,5 t Gesamtgewicht wieder freigegeben. Schwerere Fahrzeuge, die das Befahrungsverbot missachteten, wurden mittels einer automatischen Wiegeanlage erkannt und durch eine Schranke gestoppt. Solche Fahrzeuge wurden dann durch die Polizei vor der Brücke von der Autobahn geleitet.
Nachdem die Brückenpfeiler durch Einbringen zusätzlicher Querstreben verstärkt wurden, ist die Brücke seit 31. Oktober 2016 auch wieder für Fahrzeuge über 3,5 Tonnen Gewicht freigegeben. Die Kosten für die Sofortmaßnahmen wie die Wiegeanlage und die Verstärkungsarbeiten werden auf insgesamt über zehn Millionen Euro geschätzt. Dennoch sei ein Neubau notwendig. Die Planung der neuen Brücke soll bis zu acht Jahre dauern. Die geschätzten Kosten betragen 126 Millionen Euro, mit einer Fertigstellung wird nicht vor 2030 gerechnet.